# استرون
استرون (E1 یا oestrone) یکی از هورمونهای جنسی از گروه استروژن در زنان است. این هورمون با فرمول C18H22O2 از تخمدان و بافت چربی ترشح می‌شود. استرون سطح خونی اندکی دارد و هورمون اصلی استروژن نیست.

## عملکرد
استروژنها با اتصال به گیرنده استروژنی در سیتوپلاسم، باعث افزایش میزان ساخته شدن DNA و RNA و پروتئین‌های دیگر در بافت هدف می‌شوند. در جدار رحم استروژن باعث رشد و پرخونی آندومتر رحم می‌شود. همچنین در هیپوتالاموس میزان آزاد شدن GnRH تحت تاثیر استروژن کاهش پیدا می‌کند و در غده هیپوفیز آزاد شدن FSH و LH کاهش می‌یابد.
استرون اهمیتی کمتر از سایر استروژن‌ها دارد. استرون در زنان ممکن است موجب سرطان سینه، درد و حساسیت سینه، تهوع، سردرد و افزایش فشار خون شود.
نقش اصلی این هورمون در بافتهای تولید مثلی مانند رحم و پستان است.

استروئید. Androstenedione is at center.

## در مردان
استرون به میزان بسیار کمی در مردان از متابولیسم آندروستن دیون توسط آنزیم آروماتاز ایجاد می‌شود. در مردان استرون موجب تهوع، بی‌اشتهایی و اختلال نعوظ می‌شود.

## نگارخانه

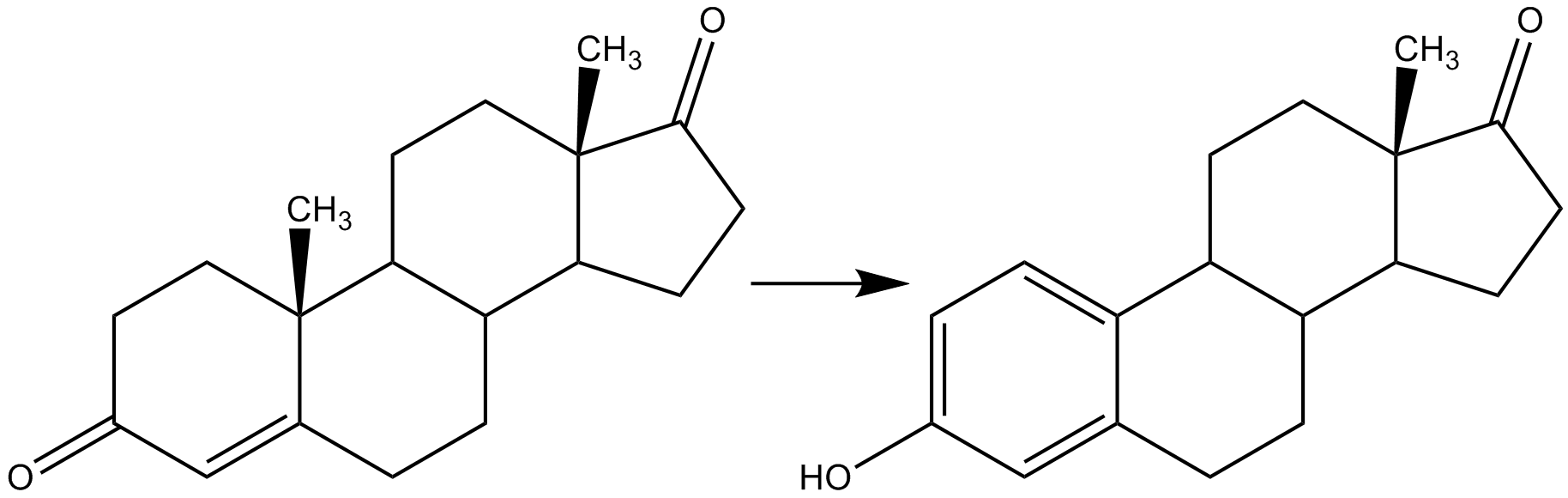